# Wappen von Nunavut
Das Wappen von Nunavut wurde dem kanadischen Territorium Nunavut am 31. März 1999 durch Generalgouverneur Roméo LeBlanc verliehen, einen Tag vor Gründung des Territoriums. Entworfen wurde das Wappen von Andrew Qappik, einem Inuit-Künstler aus Pangnirtung. Die dominanten Farben Blau und Gold symbolisieren den Reichtum des Landes, der See und des Himmels.
Im unteren Teil des runden Wappenschilds ist hinten ein „Inuksuk“ als Symbol für die steinernen Monumente eingefügt, welche die Menschen auf dem Land leiten und auf geheiligte und andere bedeutende Orte hinweisen. Das „Qulliq“ (Steinlampe) vorn repräsentiert Licht und die Wärme der Familie und Gemeinde. Der konkave Bogen von fünf golden ausgefüllten Kreisen im oberen Teil des Schildes verweist auf die Fähigkeit der den Horizont über- und unterschreitenden Sonne, Leben zu spenden. Darüber symbolisiert ein goldener Stern „Niqirtsuituq“, den Polarstern und traditionellen Führer bei der Navigation.
Die Verzierung über dem Wappen besteht aus einem weiß-blauen Helmwulst und einem Iglu, welches das traditionelle Leben der Menschen repräsentiert, sowie die Mittel, die deren Überleben sichern. Die Edwardskrone über dem Iglu symbolisiert allgemeine Regierungsgewalt für alle Menschen von Nunavut und etabliert Nunavut als Partner innerhalb der Kanadischen Konföderation.
Die Schildhalter „Tuktu“ (Karibu) und „Qilalugaq Tugaalik“ (Narwal)  rechts und links des Wappenschilds stehen für die Land- und Meerestiere, die Teil des Naturerbes von Nunavut sind. Das Postament des Wappens ist aus Land und Meer zusammengesetzt und stellt drei Arten arktischer Wildblumen heraus. Der Wahlspruch in Inuktitut-Silbenschrift heißt in römischer Schrift Nunavut Sanginivut und bedeutet „Nunavut, unsere Stärke“.